# Falcata (spada)
La falcata era una spada usata nell'Antichità dagli Iberi e i Celtiberi, popoli della Penisola iberica. Arma monofilare a lama ricurva, tagliente sul lato concavo, derivò quasi certamente dal makhaira degli Antichi Greci dal quale si differenzia però per l'utenza legata ai reparti di fanteria invece che di cavalleria.

## Storia
La falcata fu probabilmente introdotta nella penisola iberica dai Greci, infatti è possibile notare una forte somiglianza tra la makhaira greca e la falcata, tuttavia non si sa se il ferro fosse il primo materiale usato o se fosse stato portato dai Celti. Dall'evoluzione diritta della falcata nacque il gladius hispaniensis, il celebre gladio romano, che non fu qualitativamente pari alla falcata, che veniva realizzata con una primitiva forma di damaschinatura.

### Nome
La storiografia classica non ci ha tramandato un nome specifico per la falcata in uso agli ispanici: le fonti ricorrono unicamente al termine machaera Hispana. Il nome "Falcata" venne arbitrariamente inventato dallo storico Fernando Fulgosio alla fine del XIX secolo a partire dal vocabolo latino falcatus, lett. "simile ad una falce".

## Costruzione
Il makhaira sviluppato dai Celtiberi era caratterizzato da:
- Lama monofilare ricurva, tagliente sul lato concavo, allargantesi in prossimità della punta, molto pronunciata. Veniva realizzata con ferro di buona qualità, pare con una forma primitiva di damaschinatura;
- Impugnatura ad una mano, con guardia e pomolo piegantesi l'una verso l'altro. In alcuni casi, una linguetta metallica collegava guardia e pomolo in una primitiva forma di arco para-mano. Il pomolo aveva solitamente forma di testa di cavallo o di uccello. Poteva essere realizzata in legno, osso o altri materiali.

La falcata veniva portata in un fodero assicurato al corpo del guerriero da una cinghia passante trasversalmente sul tronco del portatore, assicurata alla sua spalla. Si trattava di un'arma di dimensioni contenute, 60 cm di lunghezza totale negli esemplari più grandi.